# Réserve écologique de la Rivière Birch
Pour les articles homonymes, voir Birch.
La réserve écologique de la Rivière Birch (anglais : Birch River Ecological Reserve) est une réserve naturelle du Manitoba (Canada)  située près de la localité de Birch River, dans la forêt provinciale de Porcupine.

## Flore
La réserve écologique comprend l'une des populations d'orme d'Amérique (Ulmus americana) les plus au nord de la province, bien que cette dernière soit grandement affectée par la maladie hollandaise de l'orme. On retrouve dans la réserve 70 espèces d'orchidées, soit 40 % des espèces que l'on retrouve dans la province. Il y a six espèces de plantes considérées comme rares au Manitoba, soit la violette agréable (Viola blanda),  le Gaillet palustre (Galium palustre), le malaxis à pédicelles courts (Malaxis monophyllos var. brachypoda), le malaxis des tourbières (Malaxis paludosa), la moscatelline (Adoxa moschatellina) et le rhynchospore capillaire (Rhynchospora capillacea).